# Hyperpolarizace
Hyperpolarizace je (negativní) změna membránového potenciálu buňky. Hyperpolarizace inhibuje akční potenciál tím, že zvyšuje míru stimulace nutnou k jeho překonání. Opakem je pak depolarizace.
Hyperpolarizace je často způsobena vyplavením K+ (kationtů) z buněk prostřednictvím K+ kanálů, nebo přítokem Cl– (aniontů) prostřednictvím Cl– kanálů. Opačně příliv kationtů, např. Na+ pomocí Na+ kanálů nebo Ca2+ přes Ca2+ kanály, inhibuje hyperpolarizaci. Pokud buňka umožňuje Na+ nebo Ca2+ proudy v klidovém stavu, pak inhibice těchto proudů způsobí hyperpolarizaci. Tyto reakce napěťově řízených iontových kanálů vedou tedy k hyperpolarizaci. V neuronu se buňka hyperpolarizuje bezprostředně po vzniku akčního potenciálu. Při hyperpolarizaci neuronu nastává refrakterní doba o trvání cca 2 milisekund, během kterých neuron není schopen generovat další akční potenciály. Sodík-draslík ATPázy redistribují K+ a Na+ ionty, dokud se membránový potenciál nenavrátí zpět na hodnotu klidového potenciálu kolem -70 milivoltů, při kterých je neuron opět připraven k přenosu dalšího akčního potenciálu.

## Napěťově řízené iontové kanály a hyperpolarizace

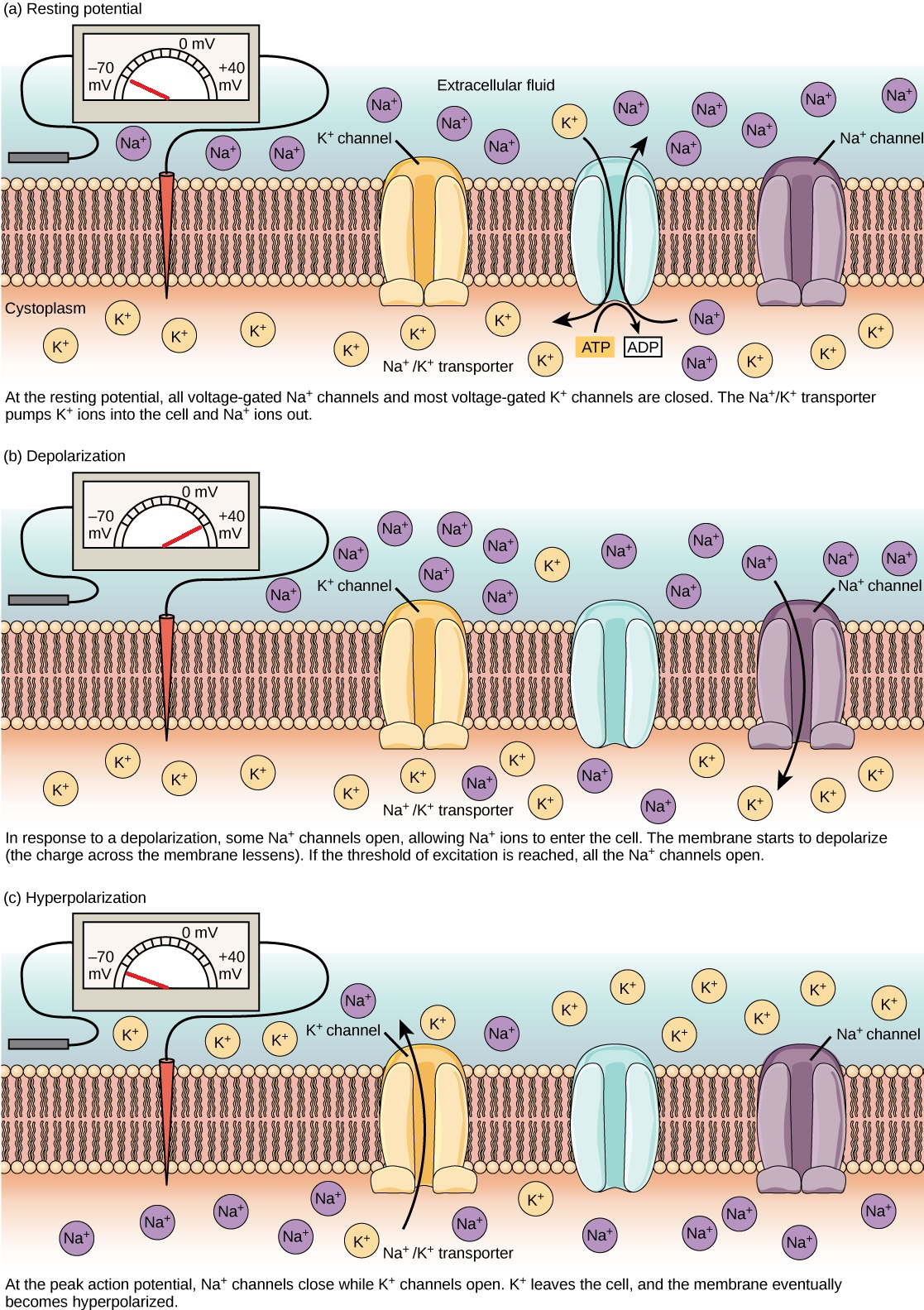
(a) klidový membránový potenciál je výsledkem rozdílné koncentrace Na^{+} a K^{+} iontů uvnitř a vně buňky. Nervový impuls způsobí Na^{+} vstup do buňky, což vede k (b) depolarizaci. Na vrcholu akčního potenciálu, se K^{+} kanály otevřou a buňka se stává (c) hyperpolarizovanou.